# 須陀洹
須陀洹，又譯為須陀般那，窣路多阿半那，窣路陀阿缽囊等，義譯預入、溝港、至流、預流、入流、道迹等，佛教術語，是佛的四雙八輩弟子中的最初位階，上座部和部派佛教至大乘佛教都設沙门四果中的果位。

## 概論
釋迦牟尼佛以河流來比喻八正道，遵行八正道即是入流。能夠入流的要素（入流支）有四個：
1. 親近善知識
2. 聽聞正法
3. 如理思惟
4. 遵行正法（法、次法向）[2]

遵行以上四者，就能夠成就向須陀洹。成就四不壞信，就可證須陀洹果。

## 果位
根据《巴利三藏》及南传佛教各位尊者的说法，目前仍处于可以证果的五千年正法时期中，修行四念处乃至修行四念处其中一个念处即有机会当生证果，且修行四念处是最佳的证果方法，也有观点认为修行四念处是现今唯一的证果方法。修行四念处可以断三结、乃至断五上分结，从而证得初果乃至阿罗汉果。
證初果的先決條件是四預流支：
1. 親近善士
2. 聽聞佛法
3. 內正思惟
4. 法次法向（依循正確的修道次第）[5]

因此成就四不壞信者，就證得須陀洹果。須陀洹果與斯陀含果的成就，代表三無漏學中的戒行圓滿，雖尚不能夠永遠脫離輪迴，但已永遠不會墜落至三惡道，在於人、天中，至多往返投生七次，就可以究竟解脫，因此又稱七有。
在說一切有部的《雜阿含經》中說, 要得到須陀洹果，要修行五根，斷三結。在巴利聖典中, 初果的質素是:「那些斷除了三結的比丘，能得須陀洹，不會墮落惡道，肯定會得到覺悟。」斷三結(即三縛結)，即有身見、疑見、戒禁取見三種：
1. 斷有身見：不持我見，即在見解上，不再認為五蘊有“我”、“真我”、“實我”、“靈魂”。
2. 斷疑見：即斷除了對佛、法、僧、戒律等的一切疑慮，對佛、法、僧等有了堅固不變的信心，不再懷疑。對因緣果報之理不再產生疑惑。
3. 斷戒禁取見：入流聖者見證了苦集滅道與涅槃的過程，能分辨有益與無益的行為，不再迷信於無益的宗教儀式、禁忌、戒條等。

但在上座部的巴利聖典中, 要得到須陀洹果, 須具有七種智：
1. 沒有五蓋的污染，如實知，如實見，內心有覺悟真理的能力，得第一種智。
2. 反覆修習, 常修習(沒有五蓋的污染)，得到止息，寂滅，得第二種智。
3. 沒有外道有這樣的見解，得第三種智。
4. 依法的本質而行，無論犯了任何戒，都會立即向導師或智者同修懺悔，說出自己的過失，好讓將來約束自己，不再毁犯，得第四種智。
5. 即使要為同修做各種辛勞的工作，自己也不會忽略戒增上學，心增上學，慧增上學，得第五種智。
6. 當如來講授法和律時，會求取義理，思維作意，全心全意地聆聽法義，得第六種智。
7. 當如來講授法和律時，會得到一份由法義所帶來的樂受，會得到一份聞法的歡悅，得第七種智。[12]

得須陀洹果的聖者，有兩個特點：
1. 不墮法（avinipata-dhamma），又稱不墮惡趣法，確立戒行，不犯導致投生惡趣的六種惡事[13]，不會得惡果報，不會墮於地獄、餓鬼、畜生等三惡道。[14]
2. 正定聚（ sammatta-niyata），又叫正性決定、決定正向三菩提、決定正向於正覺，成為須陀洹之後，定力不退，因此再也不會轉為凡夫，必定到達最高的覺悟。

## 大乘佛教觀點
其已斷見思煩惱中八十八品見惑，所具斷德相當於大乘別教初地菩薩或圓教初信菩薩；然而因為發心不同（發小乘心為初果羅漢，發大乘心為別教初地、圓教初信菩薩），故所證智德不相等。